# Tismomorpha vitripennis
Tismomorpha vitripennis es una especie de mantis de la familia Mantidae.

## Distribución geográfica
Se encuentra en Gabón, Camerún, Congo y República Centroafricana.